# Alena Štréblová
Alena Štréblová (* 27. dubna 1966 Praha) je česká herečka.

## Životopis
Alena Štréblová má bratra Jiřího, který je také herec.
V roce 1991 absolvovala na katedře alternativního a loutkového divadla na pražské DAMU. Již za dob svých studií hrála v divadle, a to v A Studiu Rubín. Později působila v Ypsilonce, Divadle Na zábradlí, Divadle Rokoko či Divadle Sklep.
V roce 2010 vstoupila do angažmá Městského divadla v Kladně. Za roli Arkadinové v inscenaci Racek v režii Daniela Špinara získala Cenu Českého divadla za rok 2011. Od září 2016 je členkou Činohry Národního divadla.
Kromě divadla se též věnuje filmovému a televiznímu herectví. Její první filmová role přišla ve snímku Antonyho šance režiséra Víta Olmera.

## Filmografie
| Rok  | Název                           | Role                          | Poznámky                                       |
| ---- | ------------------------------- | ----------------------------- | ---------------------------------------------- |
| 1986 | Antonyho šance                  | dívka                         |                                                |
| 1987 | Proč?                           | Vlastova žena                 |                                                |
| 1987 | Proces s vrahy Martynové        | tanečnice                     |                                                |
| 1988 | Oslovská léta                   | slečna                        |                                                |
| 1990 | Nemocný bílý slon               | Vávrová                       |                                                |
| 1992 | Krvavý román                    | loutkoherečka                 |                                                |
| 1994 | Máčo a Líba                     | Líba                          | studentský film                                |
| 1995 | Drákulův švagr                  | Diana                         | televizní film                                 |
| 1995 | Historky od krbu                | Falusová                      | televizní film                                 |
| 1996 | Venušin vrch                    | analytička                    | televizní film                                 |
| 1996 | Srdeční slabost                 | Grétička                      | televizní film                                 |
| 1998 | Rozmarná                        | Mary                          | televizní film                                 |
| 2000 | Cesta z města                   | Helena                        |                                                |
| 2001 | České stopy                     | komentář                      | dokument                                       |
| 2003 | Chuť člověka                    | Šárka                         |                                                |
| 2004 | Redakce                         | těhotná zastupitelka          | televizní seriál                               |
| 2005 | 3 plus 1 s Miroslavem Donutilem | chatařova žena                | televizní pořad                                |
| 2005 | Ordinace v růžové zahradě       | Mázlová                       | televizní seriál                               |
| 2006 | Naděje zítřka                   | matka                         |                                                |
| 2007 | Trapasy                         | Kydlíková                     | televizní pořad, epizoda „Zvláštní schopnosti“ |
| 2007 | Rodina, škola a já              | matka                         | vzdělávací televizní pořad                     |
| 2007 | Trapasy                         | Filipová                      | televizní pořad, epizoda „Zuby od partyzána“   |
| 2007 | 3 plus 1 s Miroslavem Donutilem | Kopáčová                      | televizní pořad                                |
| 2008 | Ošklivka Katka                  | Táňa                          | televizní seriál                               |
| 2008 | Kuličky                         | matka Ilony                   |                                                |
| 2008 | Na vlky železa                  | lékařka                       | televizní film                                 |
| 2009 | Trapasy                         | Jiřina                        | televizní seriál, epizoda „Senzibil“           |
| 2009 | Vyprávěj                        | manželka                      | televizní seriál                               |
| 2009 | Má Vlasta                       | hlas - komentář               | dokument, studentský film                      |
| 2009 | Abel                            | Lona                          |                                                |
| 2010 | Cukrárna                        | ředitelka základní školy      | televizní seriál                               |
| 2010 | Odsouzené                       | Jitka Lešiaková               | televizní seriál                               |
| 2011 | Aféry                           | Andrea Kopecká                | televizní seriál                               |
| 2012 | Život je ples                   | Jandová                       | televizní seriál                               |
| 2014 | Hodinový manžel                 | členka DK                     |                                                |
| 2014 | Případy 1. oddělení             | Čiháková                      | televizní seriál                               |
| 2014 | Nevinné lži                     | matka Marie                   | televizní seriál                               |
| 2015 | David                           | matka                         |                                                |
| 2015 | Vraždy v kruhu                  | Jindrova matka                | televizní film                                 |
| 2015 | Padesátka                       | Antoníčková, manželka vlekaře |                                                |
| 2015 | Policie Modrava                 | Jitka Fetrová                 | televizní seriál                               |
| 2016 | Zločin v Polné                  | Janotová                      | televizní film                                 |
| 2016 | Ohnivý kuře                     | Anežka                        | televizní seriál                               |
| 2016 | Drazí sousedé                   | Alice Vrbová                  | televizní seriál                               |
| 2019 | Ulice                           | Milena Pumrová                | televizní seriál                               |

## Divadelní role, výběr
- 1986 Anton Pavlovič Čechov: Višňový sad, Aňa, A Studio Rubín, režie Petr Koliha
- 1993 Raymond Chandler, Václav Marhoul: Mazaný Filip, Vivian Hatfieldová, Divadlo Sklep, režie Václav Marhoul
- 1994 James Joyce: Vyhnanci, Berta, Národní divadlo, režie Michal Dočekal
- 2005 Molière, Tomáš Svoboda, Vladimír Čepek: Don Juan, Markéta, Divadlo Rokoko, režie Tomáš Svoboda
- 2006 Fráňa Šrámek: Zvony, sbor, Národní divadlo, režie Jan Antonín Pitínský
- 2007 Milan Uhde: Zázrak v černém domě, Viťka, Divadlo Na zábradlí, režie Juraj Nvota
- 2009 Oscar Wilde, Petr Kolečko, Daniel Špinar: Kauza Salome, Herodias, A Studio Rubín, režie Daniel Špinar
- 2013 Guy de Maupassant: Miláček, Madeleine Forestiérová, Městské divadlo Kladno, režie Daniel Špinar
- 2014 František Čáp, Václav Krška, Vojtěch Mixa: Noční motýl, Helena, Městské divadlo Kladno, režie Daniel Špinar
- 2014 Henrik Ibsen: Přízraky, Helena Alvingová, Městské divadlo Kladno, režie Jan Frič
- 2015 Florian Zeller: Matka, matka, Městské divadlo Kladno, režie Petr Štindl
- 2016 William Shakespeare: Sen čarovné noci, Hippolyta, Národní divadlo, režie Daniel Špinar
- 2016 Anja Hilling: Spolu/Sami, Lucy, Národní divadlo – Nová scéna, režie Daniel Špinar